# Вероника цветоножковая
Веро́ника цветоно́жковая (лат. Veronica peduncularis) — многолетнее травянистое растение, вид рода Вероника (Veronica) семейства Подорожниковые (Plantaginaceae).

## Распространение и экология
Кавказ: Большой Кавказ (главным образом в центральная и восточная части), Армения, Нахичеванская Республика и Талыше отсутствует; Азия: Турция (восточная часть Понтийских гор).
Произрастает на каменистых склонах, галечниках, моренах, в арчевниках и лесах; от нижнего до субальпийского пояса гор.

## Ботаническое описание
Стебли многочисленные, высотой 14—30 см, восходящие или простёртые, жёстко и почти двурядно волосистые, кончаются листоносными побегами.
Листья на коротких черешках и сидячие, яйцевидные или продолговатые, верхние округлые, от основания крупнозубчатые, выемчато-пильчатые или надрезанные, голые или прижато и жёстко волосистые.
Кисти супротивные, рыхловатые, длинные, расположены в пазухах верхних листьев. Нижние прицветники продолговатые, со слабо выраженными зубцами, остальные широколинейные, цельнокрайные, в 2—3 раза длиннее чашечки; цветоножки длиной 10—15 мм, нитевидные, отклонённые. Чашечка с продолговатыми острыми долями; венчик с очень короткой трубкой, белый, в зеве с красными полосками, при основании с пятью жилками, превышает чашечку; отгиб венчика из трех широких, тупых, яйцевидно-почковидных долей, по ширине превышающих длину и с одной, иногда двулопастной, продолговатой долей.
Коробочки слегка сжатые с боков, почти одинаковой длины с чашечкой, с шириной около 5 мм, с округлыми гнёздами, на верхушке широко выемчатые под тупым углом, у основания округлые или усеченные. Семена ладьевидные, крупные, по 2—3 в каждом гнезде.

## Таксономия
Вид Вероника цветоножковая входит в род Вероника (Veronica) семейства Подорожниковые (Plantaginaceae) порядка Ясноткоцветные (Lamiales).
|  |                                      |  |                                                             |                                                             |                          |  | ещё 21 семейство (согласно Системе APG II) | ещё 21 семейство (согласно Системе APG II) |                            |  |  |  | ещё от 300 до 500 видов |
|  |                                      |  |                                                             |                                                             |                          |  | ещё 21 семейство (согласно Системе APG II) | ещё 21 семейство (согласно Системе APG II) |                            |  |  |  | ещё от 300 до 500 видов |
|  |                                      |  |                                                             | порядок Ясноткоцветные                                      |                          |  |                                            |                                            | род Вероника               |  |  |  |                         |
|  |                                      |  |                                                             | порядок Ясноткоцветные                                      |                          |  |                                            |                                            | род Вероника               |  |  |  |                         |
|  | отдел Цветковые, или Покрытосеменные |  |                                                             |                                                             | семейство Подорожниковые |  |                                            |                                            | вид Вероника цветоножковая |  |  |  |                         |
|  | отдел Цветковые, или Покрытосеменные |  |                                                             |                                                             | семейство Подорожниковые |  |                                            |                                            |                            |  |  |  |                         |
|  |                                      |  | ещё 44 порядка цветковых растений (согласно Системе APG II) | ещё 44 порядка цветковых растений (согласно Системе APG II) |                          |  |                                            | ещё 90 родов                               | ещё 90 родов               |  |  |  |                         |
|  |                                      |  |                                                             | ещё 44 порядка цветковых растений (согласно Системе APG II) |                          |  |                                            |                                            | ещё 90 родов               |  |  |  |                         |